# Foma Bohemia Ltd
Foma Bohemia Ltd  est une entreprise tchèque de produits photographiques noir et blanc. Son siège est à Hradec Králové, en République tchèque.

## Histoire
Foma a été fondée en 1921 à Hradec Králové sous le nom de FOTOCHEMA Ltd, et ses produits étaient vendus sous la marque Foma. Dans un premier temps, la production se limitait à des plaques photographiques et des produits de développement, puis, au bout de dix ans, elle s'est étendue aux papiers photo noir et blanc puis aux films photographiques.
En 1949, la gamme fut étendue aux pellicules photographiques pour rayons X, pellicules noir et blanc inversibles, pellicules couleurs négatives et inversibles et papiers photo couleur.
Après 1990, la production a été recentrée sur le noir et blanc (papiers, films, chimie de développement).

## Produits

### Films photographiques

#### Films négatifs noir et blanc
- Fomapan 100 Classic - ISO 100/21 DIN
- Fomapan 200 Creative - ISO 200/24 DIN
- Fomapan 400 Action - ISO 400/27 DIN

#### Films inversibles noir et blanc
- Fomapan R100 - ISO 100/21 DIN, **réversible**

#### Films pour prises de vues aériennes
- Foma AIR 100 - ISO 100/21 DIN
- Foma AIR 200 - ISO 200/24 DIN

### Papiers photographiques noir et blanc

#### Papiers barytés
- Fomabrom : papier à grade fixe
- Fomabrom Variant III : papier à grade variable
- Fomabrom Variant IV 123 : papier à grade variable

#### Papier plastifiés (RC)
- Fomaspeed : papier à grade fixe
- Fomaspeed Variant III : papier à grade variable
- Fomatone MG : papier à tons chauds
- Fomalux : papier pour tirages contact ou agrandissement

### Chimie

#### Révélateurs pour films noir et blanc
- Fomadon Excel : développeur pour films négatifs, en poudre bi-composant sans hydroquinone, comparable au Kodak XTOL
- Foma Universal Developer : développeur universel pour films et papiers, bi-composant
- Fomadon LQN
- Fomadon LQR Developer
- Fomadon P
- Fomadon R09 new : formule chimique identique au Rodinal d'Agfa
- kit de traitement pour Fomapan R 100